# Chyyyrchyk Pass
Chyyyrchyk Pass är ett bergspass i Kirgizistan.   Det ligger i oblastet Osj, i den sydvästra delen av landet, 300 km söder om huvudstaden Bisjkek. Chyyyrchyk Pass ligger 2 408 meter över havet.
Terrängen runt Chyyyrchyk Pass är huvudsakligen kuperad, men åt sydost är den bergig. Runt Chyyyrchyk Pass är det glesbefolkat, med 17 invånare per kvadratkilometer. Trakten runt Chyyyrchyk Pass består i huvudsak av gräsmarker.